# Ernst Fritz Fürbringer
(necrologio su Der Spiegel)
Ernst Fritz Fürbringer, , conosciuto anche come E. F. Fürbringer o Ernst W. Fürbringer (Braunschweig, 27 luglio 1900 – Monaco di Baviera, 30 ottobre 1988), è stato un attore e doppiatore tedesco.
Tra cinema e - soprattutto - televisione, partecipò a circa 200 differenti produzioni, a partire dall'inizio degli anni trenta. Tra i suoi ruoli più noti, figura, tra l'altro, quello dell'Ispettore Gilbert Burns nella serie televisiva Pater Brown (1970-1972).
Come doppiatore, prestò la propria voce ad attori quali Bruce Bennett, Humphrey Bogart, Jeff Corey, Carlo D'Angelo, Vittorio De Sica, Melvyn Douglas, John Emery, James Flavin, Henry Fonda, John Gielgud, Rex Harrison, Wilfrid Hyde-White, Laurence Olivier, David Opatoshu, Gregory Peck, Basil Rathbone, Kynaston Reeves, Everett Sloane, James Stewart, Henry Wilcoxon, ecc.
A teatro, fu membro degli Hamburger Kammerspiele.

## Filmografia parziale

### Cinema
- Wasser hat Balken - cortometraggio (1933)
- Sinfonie di cuori (Du bist mein Glück), regia di Karl Heinz Martin (1936)
- Grande e piccolo mondo (1936)
- Brillano le stelle (1938)
- Dreizehn Mann und eine Kanone (1938
- Casa lontana (1939)
- Fasching, regia di Hans Schweikart (1939)
- Il ribelle della montagna (1940)
- Sangue viennese (1942)
- La tragedia del Titanic (1943)
- Die unheimliche Wandlung des Axel Roscher (1943)
- Ich bitte um Vollmacht (1944)
- Der Herr vom andern Stern (1948)
- Grenzstation 58 (1951)
- Der blaue Stern des Südens (1951)
- Käpt'n Bay-Bay (1953)
- Accadde il 20 luglio (1955)
- Il principe folle (1955)
- Le avventure di Robinson (1957)
- Ordine segreto del III Reich (1957)
- Resurrezione (Auferstehung), regia di Rolf Hansen (1958)
- La maschera che uccide (1958)
- La professione della signora Warren (1960)
- Il cerchio rosso (1960)
- La banda del terrore (1960)
- Blond muß man sein auf Capri (1961)
- L'enigma dell'orchidea rossa (1962)
- Vorsicht Mister Dodd (1964)
- Die Tote von Beverly Hills (1964)
- La tomba insanguinata (1964)
- Sergeant Dower muß sterben (1964)
- Tante Frieda - Neue Lausbubengeschichten (1965)
- Der zerbrochene Krug (1965)
- Parigi brucia? (1966)
- La straordinaria fuga dal campo 7A (1969)
- Ludwig auf Freiersfüßen (1969)
- F.B.I. Operazione Pakistan (1971)
- Tenerezza d'estate (1972)

### Televisione
- Sherlock Holmes liegt im Sterben - film TV (1954) - Sherlock Holmes
- Douglas Fairbanks, Jr., Presents - serie TV, 1 episodio (1955)
- Dr. med. Hiob Praetorius - film TV (1958) - Sherlock Holmes
- Prinz Friedrich von Homburg - film TV (1961)
- Im Schatten des Krieges - film TV (1963)
- Tim Frazer - miniserie TV (1963)
- Zwei Whisky und ein Sofa - film TV (1963)
- Don Carlos - Infant von Spanien - film TV (1963)
- Willy Reichert in... - serie TV, 1 episodio (1964)
- Die letzte Vorstellung - film TV (1965)
- Der Fall Michael Reiber - film TV (1965)
- Der Fall Han van Meegeren - film TV (1965)
- Der Fall Jeanne d'Arc - film TV (1966) - Guillaume Manchon
- Der Tod läuft hinterher - miniserie TV (1967)
- Die Flucht nach Holland - film TV (1967)
- König Richard II - film TV (1968)
- Meinungsverschiedenheiten - film TV (1968)
- Mexikanische Revolution - film TV (1968)
- Les aventures de Tom Sawyer - miniserie TV (1968)
- Der Kommissar - serie TV, 1 episodio (1969)
- D'Artagnan - miniserie TV (1970)
- Graf Yoster gibt sich die Ehre - serie TV, 1 episodio (1970)
- Die seltsamen Methoden des Franz Josef Wanninger - serie TV, 1 episodio (1970)
- Journal 1870/71 - serie TV, 1 episodio (1970)
- Pater Brown - serie TV, 19 episodi (1970-1972) - Ispettore Gilbert Burns
- Paul Esbeck - film TV (1971)
- Operation Walküre - film TV (1971) - Erwin von Witzleben
- Die heilige Johanna - film TV (1971) - inquisitore
- Frohe Ostern - film TV (1972)
- Stadt ohne Sheriff - serie TV, 1 episodio (1972)
- Tatort - serie TV, 1 episodio (1973)
- Okay S.I.R. - serie TV, 1 episodio (1974)
- Bei Westwind hört man keinen Schuß - film TV (1976)
- Der Privatsekretär - film TV (1977)
- Generale - Anatomie der Marneschlacht - film TV (1977)
- Wallenstein - miniserie TV (1978)
- Unheimliche Geschichten - serie TV, 1 episodio (1982)
- L'ispettore Derrick - serie TV ep. 10x04, regia di Helmuth Ashley (1983) - Sig. Baruda
- Engel auf Rädern - serie TV, 1 episodio (1983)
- Kontakt bitte... - serie TV (1983)
- Martin Luther - film TV (1983) - Cardinale Jakob Cajetan
- Monaco Franze - Der ewige Stenz - miniserie TV (1983)
- Krimistunde - serie TV, 1 episodio (1983)
- Helga und die Nordlichter - serie TV, 12 episodi (1984) - Padre Hans-Daniel
- L'ispettore Derrick - serie TV ep. 12x06, regia di Theodor Grädler (1985) - Stargard
- Der Sonne entgegen - serie TV, 3 episodi (1985)
- ...Erbin sein - dagegen sehr - serie TV, 2 episodi (1985)
- L'ispettore Derrick - serie TV ep. 13x09, regia di Alfred Weidenmann (1986) - Gösta von Turban
- La clinica della Foresta Nera - serie TV, 6 episodi (1986-1987) - Konstantin Taubricht